# دوغلاس ف. ماستريانو
العقيد دوغلاس ف. ماستريانو (بالإنجليزية: Douglas V. Mastriano)‏ (ولد في 2 يناير 1964) مؤرخ عسكري واستراتيجي ونسر كشاف أمريكي. في عام 2014 قام بكتابة السيرة الذاتية عن الرقيب ألفين يورك حيث فاز لاحقا بجائزة كولبي في عام 2015.
شارك ماستريانو في نهاية الحرب الباردة وفي عام 1990 تم نشره في المملكة العربية السعودية كجزء من عملية درع الصحراء وعملية عاصفة الصحراء لإجبار العراق على الخروج من الكويت. حاربت قواته ضد الحرس الجمهوري لصدام حسين. خدم ماستريانو أيضا أربع سنوات في المقر الرئيسي لحلف الناتو في هايدلبرغ بألمانيا. أثناء وجوده في هذه الوحدة انتشر في أفغانستان ثلاث مرات حيث كان مديرا لمركز الاستخبارات المشترك للقوة الدولية للمساعدة الأمنية.